# 欧洲E37公路
欧洲E37公路（E37）是欧洲的一条国际公路，全程均在德国境内，起点为不来梅，终点为科隆，全长约336公里。

## 线路
欧洲E37公路穿过以下主要城市：

- 德国：不来梅 - 奥斯纳布吕克 - 多特蒙德 - 科隆